# Zalman Szowal
Zalman Szowal (hebr.: זלמן שובל, ang.: Zalman Shoval, ur. 28 kwietnia 1930 w Wolnym Mieście Gdańsku) – izraelski polityk i dyplomata, w latach 1970–1981 oraz 1988–1990 poseł do Knesetu, w latach 1990–1993 oraz 1998–1999 ambasador w Stanach Zjednoczonych.

## Życiorys
Urodził się 28 kwietnia 1930 jako Zalman (Salomon) Finkelstein w Gdańsku, który był wówczas Wolnym Miastem. W 1938 wyemigrował do stanowiącej brytyjski mandat Palestyny.
W Tel Awiwie ukończył szkołę średnią, na studia wyjechał za granicę. Zdobył bakalaureat na Uniwersytecie Kalifornijskim w Berkeley, a następnie M.A. w Graduate Institute of International and Development Studies w Genewie w zakresie stosunków międzynarodowych. W dziedzinie tej zdobył także stopień doktorski (PhD).
W latach 1955–1957 był zatrudniony w Ministerstwie Spraw Zagranicznych, następnie pracował w finansach i bankowości. Dwukrotnie pełnił funkcję przewodniczącego izraelskiego stowarzyszenia bankowców.
W polityce związał się początkowo z lewicową Mapai, następnie od 1965 był członkiem założonej przez byłego premiera Dawida Ben Guriona partii Rafi. W 1969 był jednym z założycieli nowego ugrupowania Ben Guriona – Lista Państwowa. W październikowych wyborach parlamentarnych nie dostał się do izraelskiego parlamentu z listy tego ugrupowania, jednak w składzie siódmego Knesetu znalazł się 27 maja 1970 po tym, jak były premier przeszedł na emeryturę i zrezygnował z mandatu poselskiego. Szowal zasiadał w komisjach edukacji i kultury oraz pracy, a także w specjalnej komisji ochrony środowiska. W 1973 przystąpił do prawicowego Likudu i uzyskał reelekcję w grudniowych wyborach, w ósmym Knesecie zasiadał w komisji finansów. W 1976 był jednym z założycieli partii La’am jako frakcji Likudu. W wygranych przez prawicę wyborach w 1977 ponownie zdobył mandat, zaś w dziewiątej kadencji – w komisjach spraw zagranicznych i obrony; konstytucyjnej, prawa i sprawiedliwości; finansów; spraw gospodarczych oraz w komisji wspólnej ds. energii. W 1977 założył także organizację zajmującą się edukacją polityczną. W 1978 powrócił do Ministerstwa Spraw Zagranicznych, gdzie był odpowiedzialny za politykę informacyjną. 26 stycznia 1981 wraz z Jicchakiem Perecem i Jigalem Hurwicem opuścił Likud, tworząc frakcję Rafi – Lista Państwowa. Jeszcze w tym samym roku – 19 maja – przeszedł wraz z Hurwicem do utworzonego przez Moszego Dajana ugrupowania Telem, z którego listy bezskutecznie kandydował w czerwcowych wyborach. W 1984 wspólnie z Hurwicem założył partię Omec, jednak w sierpniowych wyborach ugrupowaniu przypadł tylko jeden mandat, który objął Hurwic. Do parlamentu powrócił w 1988, ponownie z listy Likudu. W dwunastym Knesecie zasiadał w dwóch komisjach – spraw zagranicznych i obrony oraz spraw gospodarczych.
8 października 1990 zwolnił mandat, który objął po nim Chajjim Kaufman, przyjmując zwolnione Moszego Arada stanowisko ambasadora Izraela w Stanach Zjednoczonych. W Waszyngtonie urzędował do 1993, kiedy zastąpił go Itamar Rabinowicz. Przed wyborami w 1996 prowadził w USA kampanię na rzecz Likudu, a w 1998 powrócił na stanowisko ambasadora, zastępując Elijjahu Ben Elisara. W 1999 zakończył misję dyplomatyczną, zaś stanowisko w Waszyngtonie objął Dawid Iwri.